# Stephen Hill (Schauspieler)
Stephen Hill (* 14. Oktober in New York City)  ist ein US-amerikanischer Schauspieler.

## Leben und Karriere
Stephen Hill wurde in New York City geboren, wuchs allerdings größtenteils in Willingboro, New Jersey auf. Sein Vater war ein Hubschraubermechaniker im Vietnamkrieg, seine Mutter war mit der Erziehung ihrer insgesamt fünf Kinder beschäftigt. Bereits im Grundschulalter absolvierte er erste Theater- und Stand-up-Auftritte, sammelte auf der Middle School weitere Erfahrungen bei Talentshows und landesweiten Kunstwettbewerben und arbeitete neben der High School schließlich an ersten Fernsehproduktionen und als Model. Nachdem er die Hampton University im Studienfach Massenmedien & Rundfunk abgeschlossen hatte, arbeitete er zunächst in New York als Verkäufer von Kopierern und später im Haustürgeschäft für Xerox. Nebenbei nahm er bei Susan Batson Schauspielunterricht. Bereits in seiner Jugend musste er sich laut eigener Aussage seinen Lebensunterhalt mit mehreren, von ihm weniger geliebten Jobs verdienen. So trug er schon im Kindesalter zwei verschiedene Zeitungen aus, arbeitete später im Vergnügungspark Six Flags Great Adventure sowie bei McDonald’s und kellnerte. Zudem war er in Willingboro in der Landschaftsgestaltung tätig. Als Hills Mutter schließlich im Alter von 61 Jahren an Bauchspeicheldrüsenkrebs erkrankte und später verstarb, wandte er sich gänzlich der Schauspielerei zu, auch da sich seine Mutter diesen Traum nie verwirklichen konnte. In der Folge war er vermehrt in Indie-Filmen, Theaterstücken, so etwa in Manhood am National Black Theatre, und Fernsehproduktionen zu sehen. Im März 2018 wurde er für die Hauptrolle des TC in der Krimiserie Magnum P.I. gecastet, die er bis Januar 2024 verkörperte.

## Filmografie (Auswahl)
- 2009: Pro-Black Sheep
- 2010: Those People
- 2010–2012: 12 Steps to Recovery (Fernsehserie, 8 Folgen)
- 2011: It’s Always Sunny in Philadelphia (Fernsehserie, Folge 7x11)
- 2011, 2018: Law & Order: Special Victims Unit (Fernsehserie, 2 Folgen)
- 2012: Fake Henrik Zetterberg (Fernsehserie, Folge 1x11)
- 2012: Political Animals (Miniserie, 2 Folgen)
- 2012: Louie (Fernsehserie, Folge 3x08)
- 2013: Disciplinary Actions (Fernsehserie, Folge 1x04)
- 2013: Dead Man Down
- 2013: Stay Cold, Stay Hungry
- 2014: Unforgettable (Fernsehserie, Folge 2x12)
- 2014: Draft Day – Tag der Entscheidung (Draft Day)
- 2014: An American in Hollywood
- 2014: Christmas Wedding Baby
- 2014: Boardwalk Empire (Fernsehserie, 3 Folgen)
- 2014: Tenebrae Lux
- 2015: Jack of the Red Hearts
- 2016: Blue Bloods – Crime Scene New York (Blue Bloods, Fernsehserie, Folge 6x13)
- 2016: Marvel’s Luke Cage (Fernsehserie, Folge 1x05)
- 2018: One Bedroom
- 2018: Random Acts of Flyness (Fernsehserie, Folge 1x03)
- 2018: Widows – Tödliche Witwen (Widows)
- 2018: Maniac (Fernsehserie, 8 Folgen)
- 2018: Date.Love.Repeat. (Fernsehserie, 3 Folgen)
- 2018–2024: Magnum P.I. (Fernsehserie, 96 Folgen)
- 2020: Hawaii Five-0 (Fernsehserie, Folge 10x12)
- 2023: Die Farbe Lila (The Color Purple)
- 2025: FBI (Fernsehserie, Folge 7x14)